# Gunhed (film)
Pour les articles homonymes, voir Gunhed.
Pour plus de détails, voir Fiche technique et Distribution.
Gunhed (Ganheddo) est un film japonais réalisé par Masato Harada, sorti en 1989.

## Synopsis
2038, la domination des ordinateurs est une réalité, l'homme est la dernière défense dans la grande guerre des robots. L'histoire de l'humanité a pris un tournant décisif, la planète étant dirigée par des ordinateurs ultra-perfectionnes disposant de puissant robots. Malheureusement, une longue période de paix et de prospérité prend fin brutalement lorsque le plus puissant des ordinateurs, Chiron 5, déclare la guerre à la race humaine.

## Fiche technique
- Titre : Gunhed
- Titre original : Ganheddo (ガンヘッド)
- Réalisation : Masato Harada
- Scénario : Jim Bannon et Masato Harada
- Production : Yoshishige Shimatani, Tomoyuki Tanaka, Tetsuhisa Yamada et Eiji Yamaura
- Société de production : Tōhō
- Budget : 1,5 milliard de yens (9,81 millions d'euros)
- Musique : Toshiyuki Honda
- Photographie : Junichi Fujisawa
- Montage : Yoshitami Kuroiwa
- Direction artistique : Fumio Ogawa
- Costumes : Tokito Yoshida
- Pays d'origine : Japon
- Langue : japonais
- Format : Couleurs - 1,78:1 - Dolby - 35 mm
- Genre : Action, science-fiction, guerre
- Durée : 100 minutes
- Date de sortie : 22 juillet 1989 (Japon)

## Distribution
- Masahiro Takashima : Brooklyn
- Brenda Bakke : le sergent Nim
- James Brewster Thompson : Barabbas
- Aya Enjôji : Babe
- Yujin Harada : Seven
- Kaori Mizushima : Eleven
- Doll Nguyen : Boomerang
- Jiei Kabira : Bombbay
- Randy Reyes : Gunhed (voix)
- Mickey Curtis : Bansho
- Michael Yancy : le narrateur

## Autour du film
- La chanson qui sert de thème est interprétée par Aireen et Mariko Nagai.
- Le design des méchas est l'œuvre de Shôji Kawamori[1], célèbre pour avoir travaillé sur les principales séries et films d'animation du genre, telles que Ulysse 31 (1981), The Super Dimension Fortress Macross (1982), Transformers (1984), Patlabor (1989), Patlabor 2 (1993), Macross 7, Macross Plus (1994), Ghost in the Shell (1995), Blue submarine n°6 (1998), Macross Zero, Patlabor WXIII (2002) et Eureka Seven (2005).